# Ogden (Quebec)
Ogden es un municipio canadiense situado en la provincia de Quebec.

## Superficie
Ogden tiene una superficie de 74,68 km².

## Demografía
En 2021, tenía 761 habitantes, una densidad poblacional de 10,2 hab./km², y 563 viviendas.